# Carl von Schultes

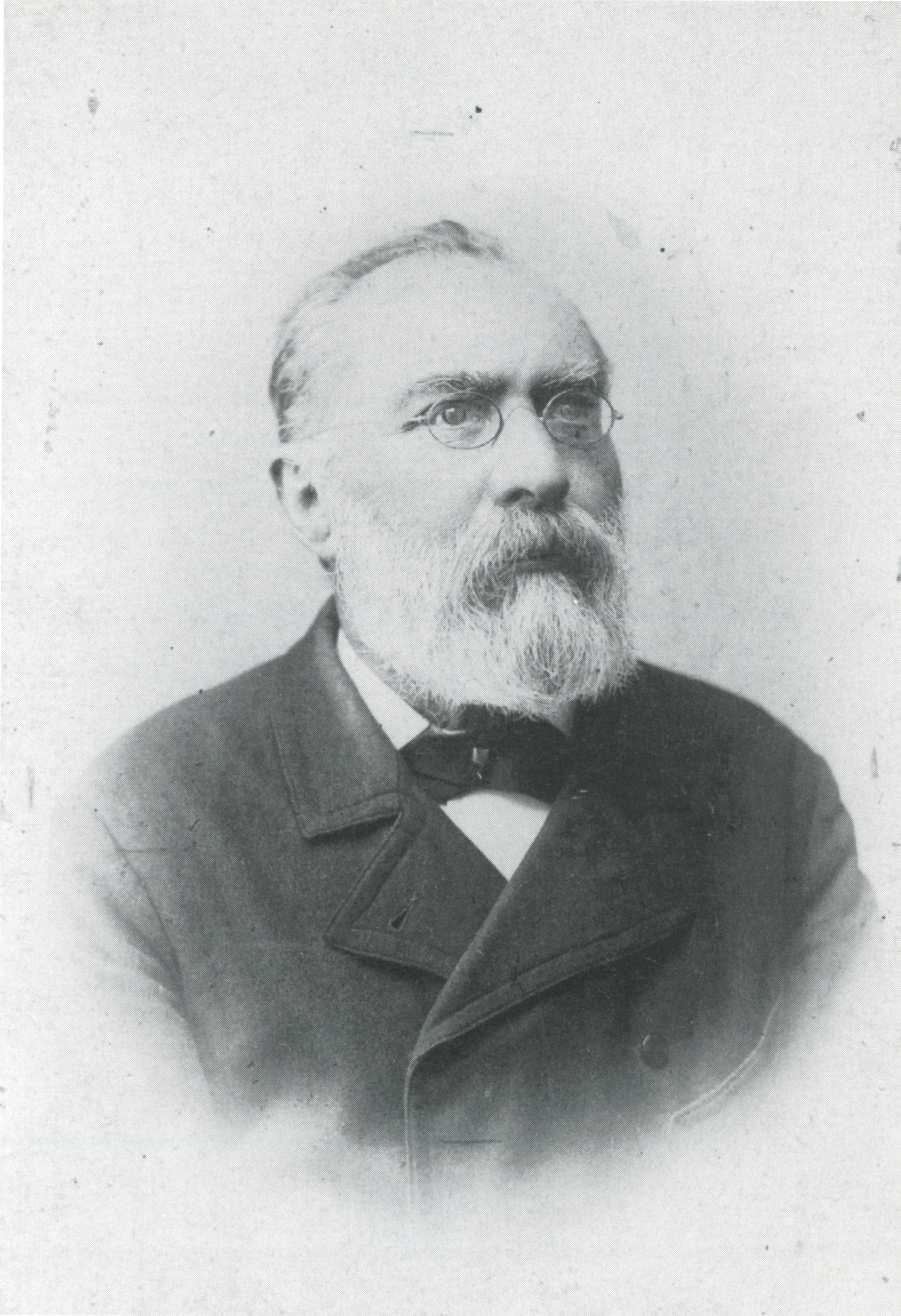
Carl von Schultes, um 1890

Carl von Schultes (geboren als Karl Schultes, auch Karl von Schultes; * 18. Oktober 1824 in Fröhstockheim; † 20. November 1896 in Würzburg) war von 1851 bis zu seinem Tod Bürgermeister der Stadt Schweinfurt. 1867 bis 1869 war er zugleich Landtagsabgeordneter in der Kammer der Abgeordneten in der Bayerischen Ständeversammlung.

## Leben

### Frühe Jahre (bis 1851)
Carl von Schultes wurde am 18. Oktober 1824 als Karl Schultes in Fröhstockheim bei Rödelsee geboren, das damals zum Untermainkreis im Königreich Bayern gehörte. Der Vater Adam Schultes arbeitete in Fröhstockheim als Patrimonialrichter für die Herren von Crailsheim, die als Mitglieder des aufgelösten Grundherrenstandes noch die niedere Gerichtsbarkeit in ihrem ehemaligen Herrschaftsgebiet innehatten. Die Familie zog später nach Schweinfurt, wo der Vater als Beamter Anstellung fand.
Schultes besuchte die königlich-bayerische Studienanstalt in Augsburg und erwarb dort 1842 mit der Gesamtnote „vorzüglich“ seinen Abschluss. Anschließend zog Schultes nach Würzburg und studierte an der dortigen Universität, nach einem zweijährigen Grundstudium, Jura. Der Student schrieb eine öffentlich ausgeschriebene Preisaufgabe über Zivilprozessrecht, die er später versuchte, als Doktorarbeit anerkennen zu lassen. Allerdings gelang dies Schultes nicht.
Im Staatsexamen erreichte Karl Schultes eine Note im Mittelfeld. Zuvor absolvierte er seine praktische Ausbildung am Landgericht Marktsteft. Nach Abschluss seines Studiums erhielt Schultes am Königlichen Kreis- und Stadtgericht in Schweinfurt Anstellung. Nach wenigen Monaten wurde er im Februar 1851 rechtskundiger Magistratsrat in der Schweinfurter Stadtverwaltung. Im Oktober 1851 wurde Karl Schultes Bürger der Stadt Schweinfurt, zuvor hatte er bereits die Würzburgerin Marie Bauch geheiratet.
Der Wahl Schultes waren einige Verhandlungen vorangegangen. Vor allem die Tatsache, dass Schultes katholischen Glaubens war, sorgte in der traditionell lutherischen Verwaltung Schweinfurts für einige Probleme. Die Wahl zum Magistratsrat am 3. Januar 1851 ergab unter den drei Bewerbern dann auch Stimmengleichheit, erst bei der Stichwahl konnte sich Schultes mit einer knappen Mehrheit (zwölf zu elf Stimmen) durchsetzen.
Schultes übernahm als Magistratsrat nicht nur die üblichen juristischen Aufgaben, sondern wurde auch schnell mit Leitungsaufgaben betraut, die sonst vom Bürgermeister der Stadt übernommen wurden. Der Bürgermeister August Stolle war gegen Ende des Jahres 1849 psychisch erkrankt und konnte die Amtsgeschäfte nicht mehr fortführen. Am 4. März 1851 erklärten ihn seine Ärzte in Erlangen für unheilbar, woraufhin er in den Ruhestand versetzt wurde. Schultes bewarb sich kurzentschlossen auf die ausgeschriebene Stelle als Bürgermeister.

### Als Bürgermeister (bis 1896)
Wieder sorgte die Bewerbung des katholischen Schultes für einigen Ärger unter den Gemeindebevollmächtigten, die für die Ernennung des Bürgermeisters verantwortlich waren. Allerdings wurde Carl Schultes auch dem liberalen Lager zugerechnet, das seit der Revolution von 1848 in Schweinfurt politisch das Sagen hatte. Bei der ersten Wahl scheiterte Schultes allerdings, der Gewählte nahm die Wahl nur nicht an. Bei der zweiten Wahl setzte sich Schultes gegen den Juristen Wilhelm Joseph Sattler durch.
Die Bestätigung des neuen Bürgermeisters vonseiten der Regierung in Würzburg blieb aber zunächst aus. Grund hierfür war ein Strafverfahren wegen fahrlässiger Tötung, das gegen Schultes anhängig war. Ein Schuss aus seiner Pistole hatte sich gelöst und einen jungen Mann tödlich am Kopf getroffen. Letztendlich wurde Schultes freigesprochen. Nach der Bestätigung durch die vorgesetzten Stellen, ging 1854 die gesetzliche Probezeit für den jungen Bürgermeister zu Ende. Am 12. Januar 1855 wurde Schultes schließlich in seinem Amt bestätigt.
Schultes forcierte während seiner 45 Jahre an der Spitze der Schweinfurter Verwaltung die Umgestaltung der Stadt zu einem modernen Industriezentrum. Bereits 1857 entstand vor dem Mühltor eine Gasfabrik, die erstmals beleuchtete Straßenzüge in der Kernstadt ermöglichte. Die Maxbrücke wurde 1858 umfassend erneuert und die Verbindung nach Süden über den Main so gestärkt. 1862 ging die städtische Wasserleitung in Betrieb, Schweinfurt war damit ein Vorreiter in der Region.
Gleichzeitig erweiterte man in der Mitte des 19. Jahrhunderts das Warenangebot der städtischen Märkte und festigte damit Schweinfurts zentrale Position für sein Umland. Das Schulwesen wurde durch den Neubau der Gewerbeschule gefördert, später nahm das Gebäude auch noch die städtische Realschule auf. Schultes ließ Straßen in die Vorstädte verlegen und trieb die Erweiterung des Stadtgebietes voran. Besonders stolz war er selbst auf die Anlagen auf den Mainwiesen, wo 1880 Parks und ein Tierpark entstanden.
Am 8. Januar 1867 wurde Schultes Landtagsabgeordneter in der bayerischen Kammer der Abgeordneten. Schultes trat hier die Nachfolge für den verstorbenen Schweinfurter Abgeordneten Georg Schrepfer im Wahlkreis Schweinfurt/Unterfranken/A an und wurde im Landtag Mitglied mehrerer Ausschüsse. So beriet er an der Militärverfassung des Königreichs Bayern mit und saß im Ausschuss für Gegenstände der Finanzen und Staatsschuld. Bereits 1869 schied Schultes aus dem Landtag aus.
Am 20. November 1896 verstarb der langjährige Schweinfurter Bürgermeister Carl von Schultes in Würzburg. 1867 hatte er, als Abgeordneter, den persönlichen Adel erhalten. Der Bürgermeister hinterließ, neben seiner Ehefrau Marie, eine Tochter, die inzwischen Witwe eines Amtsrichters war. Da Schultes in seinen letzten Jahren mit privatem Geld weiter in den Ausbau der Wasserversorgung der Stadt investiert hatte, erbten seine Angehörigen hohe Schulden.

## Auszeichnungen und Ehrungen
Carl von Schultes wurde mit mehreren Auszeichnungen geehrt. Insbesondere die Stadtbevölkerung war ihrem Bürgermeister sehr zugeneigt, was sich in der Ausrichtung eines Festes zu Ehren seines vierzigjährigen Dienstjubiläums zeigte. Im Schweinfurter Tagblatt wurde das Fest „in seiner Art und in dieser Ausdehnung“ als einzigartig beschrieben. Zugleich erhielt der Bürgermeister vonseiten des Königs mehrere Auszeichnungen.
- 1858, Ritterkreuz 1. Klasse des königlichen Verdienstordens vom heiligen Michael
- 1867, Ritterkreuz des königlichen Verdienstordens der Bayerischen Krone, verbunden mit der persönlichen Adelung
- 1891, Königlicher Verdienstorden vom heiligen Michael 2. Klasse
- 1892, Königlicher Hofrat